# Produktionstechnologe
Der Produktionstechnologe ist ein nach Berufsbildungsgesetz (BBiG) staatlich anerkannter Ausbildungsberuf in Deutschland. Die Ausbildungsdauer beträgt drei Jahre. Die Ausbildung erfolgt an den Lernorten Betrieb und Berufsschule.

## Arbeitsgebiet
Produktionstechnologen analysieren, simulieren und optimieren Produktionsprozesse. Sie ermitteln Prozessparameter neuer industrieller Produktionsanlagen, dokumentieren diese und nehmen Verbesserungsmaßnahmen vor. Produktionstechnologen begleiten die Anlage in ihrer Anlaufphase, prozessbetreuend bis zur Inbetriebnahme. Somit schließen sie eine Lücke zwischen der Entwicklungsphase und der Produktion.
Diese Anlaufphase ist besonders wichtig, denn erstmals kommen neu entwickelte oder geänderte Produkte und meist neue Produktionstechnologien in das bestehende Produktionssystem. Alle Prozessparameter müssen optimal an den innerbetrieblichen Logistikprozess sowie die IT-Werkzeuge angepasst werden. Das Ziel des Produktionstechnologen ist es dafür zu sorgen, den Produktionsprozess „stabil“ zu bekommen, damit das Produkt rechtzeitig am Markt erscheinen kann.
Auch fest integrierte Prozesse müssen stetig auf ihre Fähigkeit und Qualität geprüft werden. Hier findet sich der Produktionstechnologe als Bindeglied, zwischen Konstruktion, Produktion und der Qualitätssicherung. Hierfür arbeiten Produktionstechnologen oft im Qualitätsmanagement der Unternehmen und wenden ihr spezielles Fachwissen in statistischer Analyse an. Seine Ziele orientieren sich an finanzwirtschaftlich wichtigen Kenngrößen des Unternehmens und an Kundenbedürfnissen.
Produktionstechnologen arbeiten in produzierenden Unternehmen insbesondere der Automobilindustrie, des Maschinen- und Anlagenbaus, in Pharmaunternehmen, aber auch bei Produktionsmittelherstellern und Dienstleistern.

## Berufliche Qualifikationen
Produktionstechnologen
- nehmen Produktionsanlagen in Betrieb, richten diese ein und bereiten den Produktionsanlauf vor,
- nehmen neue Prozesse in Betrieb, fahren Testreihen und dokumentieren diese, richten Produktionsanlagen ein, ermitteln Prozessparameter und stellen die Produktionsfähigkeit der Anlagen her,
- programmieren und parametrieren Produktionsanlagen, einschließlich Werkzeugmaschinen, Prüfeinrichtungen und Industrieroboter oder andere Handhabungssysteme,
- organisieren logistische Prozesse für Produkte, Werkzeuge, Prozessmedien und Reststoffe,
- simulieren Prozesse, produzieren und testen Muster und Prototypen,
- überwachen Prozessabläufe, führen Prozess begleitende Prüfungen durch und erstellen Dokumentationen,
- erkennen Verbesserungspotentiale in den Prozessabläufen,
- ermitteln und dokumentieren Prozess- und Qualitätsabweichungen, ergreifen Maßnahmen zu deren Beseitigung und führen dazu systematische Fehleranalysen durch,
- beurteilen und analysieren Produktionsanlagen hinsichtlich der Realisierung von Produktionsaufträgen,
- wenden Standardsoftware, Produktions- und Qualitätssicherungssoftware an,
- wenden Normen, Vorschriften und Regeln zur Sicherung der Prozessfähigkeit von Produktionsanlagen an,
- pflegen Daten für die Produktionsplanung und -steuerung, sorgen für Informationsaustausch zwischen der Produktion und den anderen Betriebsbereichen und stimmen sich mit ihnen ab.

## Lernfelder der Berufsschule
Produktionstechnologen werden dual ausgebildet, in Betrieb und Berufsschule. Der Unterricht in der Berufsschule erfolgt nicht in einzelnen Fächern, sondern in insgesamt 13 Lernfeldern: Das erste sieht „Analysieren von Funktionszusammenhängen in produktionstechnischen Anlagen“ vor, Lernfeld 13 heißt „Organisieren von Logistikprozessen“. Alle Lernfelder sind eng mit den betrieblichen Ausbildungsschritten verbunden. Wenn sich die praktische Ausbildung auf IT-Systeme und Vernetzung konzentriert, steht in der Berufsschule das Nutzen von IT-Systemen auf dem Lehrplan. Breiten Raum nehmen das Einrichten und Warten von Produktionsanlagen ein.

## Abschlussprüfung
Die berufliche Handlungskompetenz wird in diesem Beruf durch eine gestreckte Abschlussprüfung festgestellt. Eine Zwischenprüfung findet nicht statt.
Teil 1 der Abschlussprüfung findet vor dem Ende des zweiten Ausbildungsjahres statt, der Teil 2 am Ende der Ausbildung. Teil 1 der Abschlussprüfung wird in diesem Beruf mit 35 %, Teil 2 in der Summe mit 65 % gewichtet.
Die Abschlussprüfung besteht aus insgesamt vier Prüfungsbereichen:
1. Prüfungsbereich „Produktionstechnik“
2. Prüfungsbereich „Produktionsprozesse“
3. Prüfungsbereich „Produktionssysteme“
4. Prüfungsbereich „Wirtschafts- und Sozialkunde“.

### Prüfungsbereich „Produktionstechnik“
Der Auszubildende soll in diesem Prüfungsbereich nachweisen, dass er
a) produktionstechnische Aufträge analysieren, technische Lösungsvarianten erarbeiten, bewerten und abstimmen, Arbeitsabläufe planen und abstimmen,
b) Betriebsmittel und Werkzeuge disponieren, Produktionsanlagen, insbesondere Fertigungs-, Montage- oder Handhabungseinheiten, umrüsten und ihre Sicherheit beurteilen,
c) Prozessparameter ermitteln, technische Abläufe strukturieren, die Produktionsanlage testen sowie
d) mit der Produktionsanlage produzieren, die Qualität der Produkte beurteilen und die Auftragsdurchführung dokumentieren kann.
Der Auszubildende führt einen betrieblichen Auftrag durch, der mit praxisbezogenen Unterlagen dokumentiert wird. Anschließend führt der Auszubildende mit dem Prüfungsausschuss ein Fachgespräch. Dem Auszubildenden stehen für diese Arbeiten insgesamt neun Stunden zur Verfügung, davon für das Fachgespräch höchstens 30 Minuten.

### Prüfungsbereich „Produktionsprozesse“
Der Auszubildende soll in diesem Prüfungsbereich nachweisen, dass er
a) Produktionsprozesse analysieren, technische und organisatorische Schnittstellen klären, bewerten und dokumentieren,
b) Maßnahmen zur Prozessoptimierung erarbeiten, bewerten, abstimmen und dokumentieren sowie Änderungsdaten einpflegen,
c) Normen und Spezifikationen zur Produktqualität und Prozesssicherheit beachten, Gefährdungsbeurteilungen berücksichtigen sowie
d) Maßnahmen real oder simulativ testen, die Maschinen- und Prozessfähigkeit beurteilen und Technologie- und Prozessdaten dokumentieren kann.
Dem Prüfungsbereich sind die Gebiete Fertigungs-, Montage- oder Logistikprozesse oder Kombinationen dieser Prozesse zugrunde zu legen.
Der Auszubildende führt einen betrieblichen Auftrag durch, der mit praxisbezogenen Unterlagen dokumentiert wird. Anschließend führt der Auszubildende mit dem Prüfungsausschuss ein Fachgespräch. Dem Auszubildenden stehen für diese Arbeiten insgesamt 19 Stunden zur Verfügung, davon für das Fachgespräch höchstens 30 Minuten.

### Prüfungsbereich „Produktionssysteme“
Der Auszubildende soll in diesem Prüfungsbereich nachweisen, dass er
a) Produktionssysteme analysieren, Prozessabläufe und Produktionsdaten auswerten und beurteilen,
b) Produktionstechnologien, -strukturen und -abläufe festlegen, Produktionsanlagen und Produktionsmittel auswählen, Lösungsvarianten unter technischen, qualitativen, betriebswirtschaftlichen und ökologischen Vorgaben erarbeiten, bewerten und dokumentieren, Prozessparameter festlegen sowie
c) die Einführung von Lösungen in die Produktion planen und entsprechende Planungsunterlagen erstellen kann.
Der Auszubildende bearbeitet schriftlich eine ganzheitliche Aufgabe und dokumentiert dabei seine Ergebnisse in praxisüblicher Form. Dem Auszubildenden stehen für diese Arbeiten insgesamt 240 Minuten zur Verfügung.

### Prüfungsbereich „Wirtschafts- und Sozialkunde“
Der Auszubildende soll in diesem Prüfungsbereich in 60 Minuten nachweisen, dass er allgemeine wirtschaftliche und gesellschaftliche Zusammenhänge der Berufs- und Arbeitswelt darstellen und beurteilen kann.

### Gewichtung der Prüfungsbereiche
Die Prüfungsbereiche werden wie folgt gewichtet:
| Produktionstechnik           | 35 Prozent |
| Produktionsprozesse          | 30 Prozent |
| Produktionssysteme           | 25 Prozent |
| Wirtschafts- und Sozialkunde | 10 Prozent |

### Bestehensregelung
Der Auszubildende hat seine Abschlussprüfung bestanden, wenn die Leistungen
1. im Gesamtergebnis von Teil 1 und Teil 2 der Abschlussprüfung mit mindestens „ausreichend“,
2. im Ergebnis von Teil 2 der Abschlussprüfung mit mindestens „ausreichend“,
3. in mindestens zwei Prüfungsbereichen von Teil 2 der Abschlussprüfung mit mindestens „ausreichend“ und
4. in keinem Prüfungsbereich von Teil 2 der Abschlussprüfung mit „ungenügend“ bewertet worden sind.

Eine mündliche Ergänzungsprüfung von etwa 15 Minuten Dauer ist in den Prüfungsbereichen „Produktionssysteme“ oder „Wirtschafts- und Sozialkunde“ möglich, wenn damit die Abschlussprüfung bestanden werden kann. Voraussetzung ist, dass diese Prüfungsbereiche mit schlechter als „ausreichend“ bewertet wurden. Eine mündliche Ergänzungsprüfung zur Verbesserung der Note ist nicht möglich.

## Schulische Voraussetzungen
Firmen verlangen in der Regel für einen Ausbildungsplatz einen mindestens guten Realschulabschluss bzw. Abitur.
Erfahrungsgemäß sind über 70 % Abiturienten, welche diese Ausbildung machen. Jedoch soll die Tendenz in den nächsten Jahren dahin gehen, dass vermehrt Realschulabsolventen eingestellt werden.

## Tarifliche Ausbildungsvergütung
Für IG Metall gebundene Betriebe liegt die Vergütung in der Ausbildungszeit je nach Tarifgebiet zwischen minimal 980,56 € Brutto im ersten Lehrjahr in NRW und maximal 1199,0 € Brutto im dritten Lehrjahr in Baden-Württemberg.

## Weiterbildung
Nach der Ausbildung ist die Weiterbildung zum Prozess- oder Applikationsexperten und darauf aufbauend zum Geprüften Prozessmanager Produktionstechnologie möglich. Diese Fortbildung stehen auch Quereinsteigern mit anderen Ausbildungen offen. Die Gestaltung von Prozessen und Produkten, zum Beispiel in der Zusammenarbeit von Konstruktion und Fertigung, sind auch bei diesen Berufen wesentliche Aufgaben.

## Auszeichnungen
Im Jahr 2011 hat der erste Produktionstechnologe seine Abschlussprüfung mit der Note „sehr gut“ abgeschlossen. Er wurde am 12. Dezember 2011 auf der 6. Nationalen Bestenehrung des DIHK vom Bundesminister für Wirtschaft und Technologie Philipp Rösler geehrt.